# Roger Bacon
Roger Bacon (n. 1219 – d. 1292), supranumit „Doctor mirabilis”, a fost unul dintre cei mai mari filosofi ai Evului Mediu. Contribuția sa cea mai de seamă în dezvoltarea științei constă în promovarea metodei experimentale:
„Fără experiență nu se poate cunoaște nimic temeinic. Există două maniere de a ajunge la cunoaștere: prin raționament și prin experiență. Numeroși sunt cei ce au dovezi despre ceea ce poate fi cunoscut, dar cum ei nu fac experiențe... nu pot evita ce este dăunător.”
Nu trebuie confundat cu Francis Bacon (filozof) (1561-1626) sau cu Francis Bacon (pictor) (1909-1992).

## Viața
Roger Bacon s-a născut la Ilchester (Anglia) în 1214. Familia sa era destul de prosperă dar, în vremea domniei furtunoase a lui Henric al III-lea al Angliei (1207-1272), a suferit multe pierderi, unele din rude ajungând chiar în exil.
La 13 ani se înscrie la Oxford, unde îl studiază în principal pe Aristotel și se dedică studiului științei, mai ales fizicii.
Între 1237 și 1245 studiază la Paris, centrul vieții culturale al Europei de atunci.
În 1240 intră în ordinul franciscanilor.
În 1245 revine la Oxford. Studiază matematica (care pe acele timpuri cuprindea și astronomia, precum și astrologia).

## Doctrina
Bacon susține că metoda teoretică de cunoaștere prin folosirea rațiunii trebuie verificată prin experiment. Numai prin experiment se poate verifica adevărul, care este unicul scop al demersului științific. Pentru prima dată în mod clar sunt combătute ideile scolasticii medievale, cu ale ei raționamente abstracte și sterile:
"Cel ce dorește să se bucure fără nicio umbră de îndoială de adevărurile aflate la baza fenomenelor trebuie să știe cum să se dăruiască experimentului".
Denunță Cruciadele pe care le consideră războaie de cucerire: "De ce să se masacreze atâția necredincioși, nu ar fi mai bine să se predice Evanghelia?" Remarcă faptul că nimeni nu a studiat sistematic limba și obiceiurile popoarelor cu care vin in contact cruciații. Poate și aceasta ignoranță este cauza atâtor conflicte, lucru valabil și astăzi.
Teologia acelor vremuri era bazată pe scolastică și pe principiul "crede și nu cerceta". De aceea ideile lui Bacon atrag ura clerului. După moartei papei Clement al IV-lea, susținătorul său, este tot mai intens supus persecuțiilor și prigoanei, chiar de către frații săi franciscani, care îl acuzau de vrăjitorie și practici oculte (deși le combătea în scrierile sale).

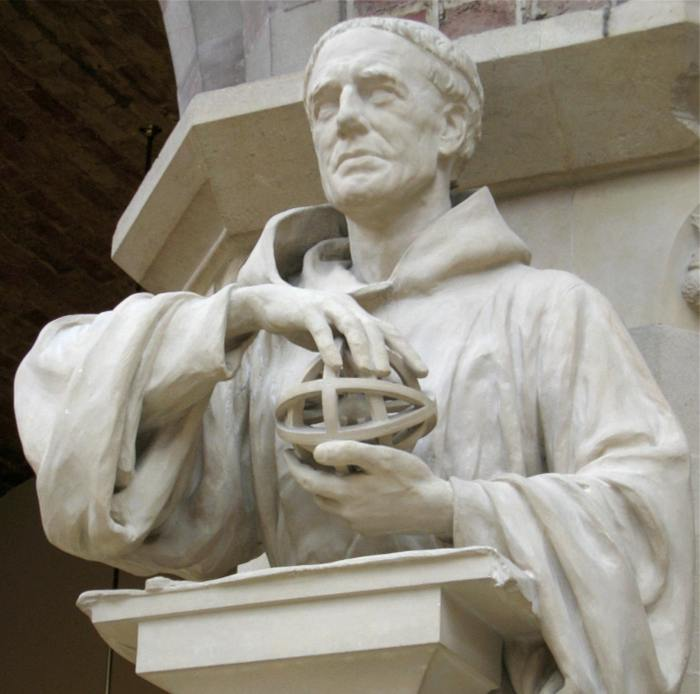
Roger Bacon,
statuia ridicată în fața Universității din Oxford
(detaliu)

Deși progresist, rămâne totuși tributar multor concepții medievale:
- consideră că experimentul nu are nicio valoare fără revelație divină și revelație interioară
- studiază astrologia susținând existența influenței pe care corpurile cerești ar avea-o asupra destinelor umane
- Aristotel și Platon (pe care i-a studiat temeinic remarcând printre primii erorile savârșite de aceștia în ceea ce privește cunoașterea naturii) sunt integrați într-un sistem teologic a cărui bază o formează.

În afară de faptul că va rămâne în memoria posterității ca unul dintre primii promotori ai științei experimentale și adversar al scolasticii, Bacon va fi considerat și unul din precursorii Renașterii. Abia peste patru secole, iluminiștii și-l vor aminti ca pe un precursor al empirismului. Îl va inspira și pe Auguste Comte, care, prin prisma ideilor secolului al XIX-lea, îl va interpreta minimalist și parțial.
În memoria sa:
- un crater pe Lună îi poartă numele;
- a fost ridicată o statuie în fața Universității Oxford.

## Opera

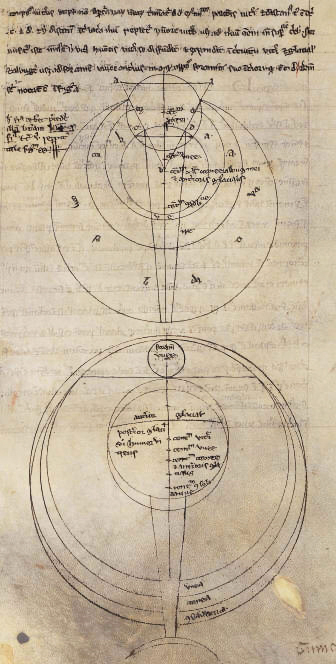
Studii de optică

### Scrieri
- Opus Majus, 1267, scrisă la inițiativa papei Clement al IV-lea, susținătorul său
- Opus Minus, în același an, o reeditare mai sumară
- Opus Tertius, 1278

### Contribuții științifice
- Bacon scrie un adevărat tratat de matematică (partea a IV-a din Opus majus cu titlul Despre folosul matematicii[10]). Considera că matematica, alături de observație și experiment sunt cele trei coloane pe care sprijină știința.
- În domeniul opticii, studiază lentila, anticipând descoperiri ca: telescopul, microscopul, luneta.
- Scrie o critică la adresa calendarului iulian, aflat pe atunci în uz.
- În ceea ce privește chimia, propune o metodă de fabricare a prafului de pușcă. Roger Bacon dovedește, pe cale exerimentală că arderea are loc numai în prezența aerului.[11]
- Are în vedere și astronomia: încearcă să determine poziția și mărimea corpurilor cerești; Bacon era totuși tributar concepțiilor astrologice, conform cărora corpurile cerești influențează destinele umane.
- Bacon s-a ocupat și de alte domenii, ca: filologie, geografie, medicină
- Alte viitoare invenții anticipate de Bacon: mașini de zbor, mașini hidraulice, mașini cu aburi. Toate acestea nu fac decât să dovedească geniul său vizionar.
- Bacon a promovat studiul limbii ebraice, limbă care până la acea epocă era slab cunoscută (cel puțin în Anglia). prin studiul acestei limbi s-au înlăturat multe din erorile apărute în traducerile succesive ale Bibliei.